# 13179 Johncochrane
13179 Johncochrane eller 1996 HU18 är en asteroid i huvudbältet som upptäcktes den 18 april 1996 av den belgiske astronomen Eric W. Elst vid La Silla-observatoriet. Den är uppkallad efter John Dundas Cochrane.
Asteroiden har en diameter på ungefär 10 kilometer och den tillhör asteroidgruppen Themis.